# سیارک ۲۴۵۲۳
سیارک ۲۴۵۲۳ (به انگلیسی: 24523 Sanaraoof، نامگذاری:2001CV3) بیست و چهار هزار و پانصد و بیست و سومین سیارک کشف شده‌است که در ۱ فوریه ۲۰۰۱ کشف شد.
قدر مطلق سیارک برابر ۱۳.۵ است.